# Марија Занковецка
Марија Занковецка (украјински : Мариа Заньковецька), рођена Марија Костјантјинивна Адасовска (Занкив, Украјина, 4. августа 1854. - Кијев, 4. октобар 1934 ) је украјинска позоришна глумица, добитница награде украјинске народне уметнице ( 1922 ).
Потицала је из велике породице нижег племства. Студирала  је драму на Хелсиншком конзерваторијуму. 
Почела је да наступа на сцени у аматерским групама, а затим 1882. године, под псеудонимом Занковецка (по селу Занкиву, где је рођена), у професионалној позоришној групи у украјинским и руским позориштима . Популарност јој је расла, па је 1887. позвана у Санкт Петербург да наступи пред царем Александром III и царском породицом. Критичари су је у то време упоређивали са Саром Бернхардт, њена глума је била изузетно женствена, једноставна и природна.
У својој професионалној каријери имала је преко 30 улога. Њени ликови били су драматичне хероине. Својим мецосопраном често је певала украјинске народне песме.
Тријумфално је прославила 40. годишњицу каријере 1922. године и добила титулу украјинске народне уметнице, као прва особа до тада. 
Марија Занковецка је  умрла  у Кијеву 4. октобра 1934. године и сахрањена на гробљу Баик.